# Фрицзон, Элен
Мари Элен Элизабет Фрицзон, бывш. Эклунд и Свенссон, урожд. Перссон (швед. Marie Heléne Elisabet Fritzon; род. 29 сентября 1960, Кристианстад, Швеция)  — шведский государственный и политический деятель, член шведской Социал-демократической рабочей партии, а также бывшая учительница начальной школы.
Фрицзон была министром миграции и заместителем министра юстиции, отвечающим за гражданское правосудие в 2017—2019 годах в первом правительстве Лефвена. Она стала депутатом Европарламента после выборов 2019 года.

## Биография
В 1987 году Элен Фрицзон окончила обучение по специальности учителя начальных классов в университете Кристианстада, после чего стала работать учителем начальных классов.
Она была замужем три раза. Она была замужем за Джерри Эклундом (род. 1956), в 1980—1983, и в 1984—1998 за 24-летним политиком Диком Свенссоном (род. 1936, умер в 2009 году). С 2004 года она замужем за политиком Хенриком Фрицзоном (род. 1972) и живёт в Дегеберге.

## Политическая карьера
Фрицзон была муниципальным советником в муниципалитете Кристианстада, где она возглавляла политическое большинство, состоящее из социал-демократов, либералов и представителей партии Центра. Фрицзон также занимала должности членов правления в Четвёртом песнионном фонде Швеции. В течение многих лет она является членом Социал-демократической рабочей партии, а также совета партии и членом правления партии в исполнительном комитете с 2001 по 2013 год. Она возглавляла партийный округ Сконе в 2003—2013 годах. Она была членом Комитета регионов в 2013—2017 годах в рамках ЕС.
27 июля 2017 года Фрицзон была назначена министром миграции и заместителем министра юстиции, отвечая за вопросы гражданского правосудия в первом правительстве Лефвена. Она ушла в отставку 21 января 2019 года из-за того, что она стала главным кандидатом социал-демократов на европейских выборах 2019 года . В настоящее время она является депутатом Европейского парламента и руководителем делегации шведской социал-демократической группы.
Текущие должности в Европейском парламенте :
- Вице-президент, Прогрессивная группа социал-демократов в Европейском парламенте .
- Член комитета по занятости и социальным вопросам (EMPL).
- Член Комитета по правам женщин и гендерному равенству (FEMM).
- Альтернативный член комитета по культуре и образованию (КУЛЬТ).
- Член делегации в Совместной парламентской ассамблее АШП-ЕС[12].
- Заместитель члена делегации по связям с ЮАР[13].